# Leucopis africana
Leucopis africana är en tvåvingeart som beskrevs av Malloch 1927. Leucopis africana ingår i släktet Leucopis och familjen markflugor.
Artens utbredningsområde är Kenya. Inga underarter finns listade i Catalogue of Life.